# Pruti béke
A pruti béke vagy pruti egyezmény megkötésére a Prut folyó partján került sor 1711. július 23-án az Oszmán Birodalom és az Orosz Cárság között, lezárva ezzel az 1710–1711-es orosz-török háborút. A béke az Oszmán Birodalom politikai győzelmét jelentette.
A békeszerződés előírta az azovi erőd visszaszolgáltatását a törököknek; Taganrogot és több más orosz erődöt le kellett bontani, és a cár vállalta, hogy nem avatkozik be a Két Nemzet Köztársasága ügyeibe, amelyet az oroszok saját érdekszférájukba tartozónak tekintettek.

## Háttér
A háború kitörése közvetetten a Svéd Birodalom 16–17. századi agresszív terjeszkedési politikájának tulajdonítható. Svédország terjeszkedése Skandináviában arra késztette a kelet-európai nemzeteket, köztük az Orosz Cárságot, hogy szövetséget kössenek. Az 1700-as narvai csata után XII. Károly svéd király seregei megtámadták Oroszországot. Az ország elfoglalása nem járt sikerrel, és XII. Károly seregéből sokan haltak meg betegség miatt.
1710. februárban XII. Károly Konstantinápolyba küldte követségbe Stanislaw Poniatowski tábornokot, az utolsó lengyel király apját. A király megbízásából a következő feladatokat kellett teljesítenie: (i) segítse elő az oroszbarátnak tartott nagyvezír elmozdítását, (ii) készítsen elő egy török-svéd szövetséget (Oroszország ellen), (iii) vigye bele Törökországot egy Oroszország elleni háborúba; (iv) gátolja meg, hogy a török porta elismerje II. Ágostot Lengyelország királyának; (v) biztosítsa a svéd király „kíséretét” III. Ahmed szultán korábbi ígéreteinek megfelelőenés (vi) intézzen egy pénzkölcsönt a török portától.
A pruti hadjárat közvetlen oka XII. Károly veresége volt a poltavai csatában 1709 nyarán és visszavonulása az Oszmán Birodalomba. Oroszország ismételten kérte XII. Károly kiadatását, de a török porta ezt elutasította. Az ismételt kérések és XII. Károly agresszív diplomáciája miatt az Oszmán Birodalom 1710. november 20-án hadat üzent Oroszországnak. 1711. áprilisában Oroszország és Moldva egyezményt írtak alá, amely biztosította az orosz seregek áthaladását Moldván, valamint csapatokat és logisztikai segítséget ígért nekik.

## Pruti hadjárat

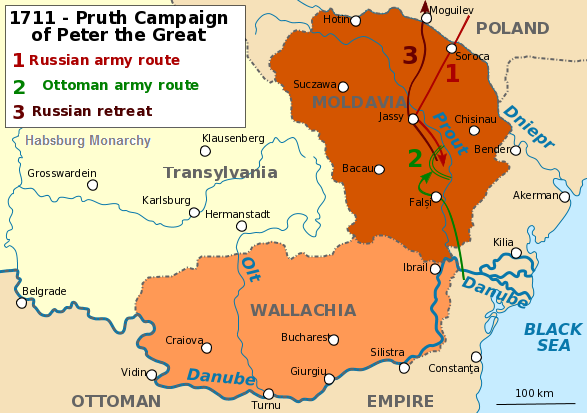
A pruti hadjárat

1711 nyarán egy 80 000 fős orosz hadsereg vonult lefelé a Prut mentén, a moldvaiak támogatásával. A sereget I. Péter cár és Borisz Petrovics Seremetyev vezette, és megpróbálták elfoglalni a törökök által megszállt Moldvát a száműzött Dimitrie Cantemir moldvai fejedelem támogatásával. A rosszul előkészített, megfelelő tervezés és logisztikai támogatás nélküli hadjárat az orosz sereg nagy létszáma ellenére sem járt sikerrel; a 70 000 főt számláló török sereg Baltacı Mehmed pasa vezetésével legyőzte.
A hadjárat döntő mozzanata a négy napos stănilești-i csata volt, amely 1711. július 18-án kezdődött. A két sereg a Prut árterén ütközött össze. A csata annyira váratlanul történt, hogy Stanislaw Poniatowski csata közben sietve, kis papírdarabkákon küldött üzenetet XII. Károlynak, és 1710-es dátumot írt rá 1711 helyett. A svéd uralkodó, aki inkább egy új, Kijev elfoglalására indított török hadjáratot akart volna, hiába próbálta meg az ügyet tárgyalásos alapon rendezni. A csata során a török hadsereg bekerítette és elvágta az orosz sereget, ami végül július 22-én a megadásukhoz vezetett.

## Tárgyalások
Az orosz hadsereg bekerítése miatt I. Péter tárgyalásokat kezdett Baltacı Mehmed nagyvezírrel. A hadi helyzetből adódóan a törökök előnyös tárgyalási pozícióban voltak, amit tovább súlyosbított az, hogy Stanisław Poniatowski, XII. Károly megbízottja, keményebb feltételekért lobbizott.
Noha Borisz Petrovics Seremetyev névlegesen az orosz sereg parancsnoka volt, de a főparancsnok I. Péter cár volt, aki alkancellárját,  Pjotr Pavlovics Safirovot bízta meg a béketárgyalással. A felhatalmazási okirat szerint „Bármire is jut és bármit is dönt alkancellárunk, az erős és vitathatatlan lesz.” Az utasítások szerint I. Péter hangsúlyozta abbéli szándékát, hogy átadja a török portának azokat a területeket és erődöket, amelyeket az 1695–1696-os azovi hadjáratok során szerzett, és amelyeket az 1700-as konstantinápolyi béke megerősített. Arra is hajlandó volt, hogy átadja a svédeknek Livóniát, Pszkovot és más területeket, és elismerje Stanisław Leszczyńskit lengyel királynak.
A béketárgyalásra több fontos tényező volt hatással. II. Devlet Giráj krími kán keményebb feltételekért érvelt, mert az egységes Orosz Birodalom fenyegetést jelentett a Krími Tatár Kánság számára, illetve orosz terjeszkedést a Kaukázus déli hegyvonulatai felé. A száműzött XII. Károllyal együtt az ukrajnai és krími orosz jelenlét csökkentését kívánta elérni, illetve XII. Károly visszatérését, hogy folytathassa a nagy északi háborút.
A törökök azt is követelték, hogy Dimitrie Cantemir, a száműzött moldvai fejedelem visszatérhessen a trónra. Jóllehet I. Péter elfogadta az összes többi követelést, ezt elutasította, azzal az indokkal, hogy Cantemir megszökött a táborából.
Megjegyzendő, hogy XII. Károly nem volt jelen a török táborban, annak ellenére, hogy az egyik fő oka volt a háborúnak. Ehelyett Stanislaw Poniatowskit küldte el mind a maga, mind a száműzött I. Szaniszló követeként. Poniatowski több levelet írt a török táborból XII. Károlynak, aki nagy létszámú kíséretével Benderben tartózkodott.

## Békefeltételek

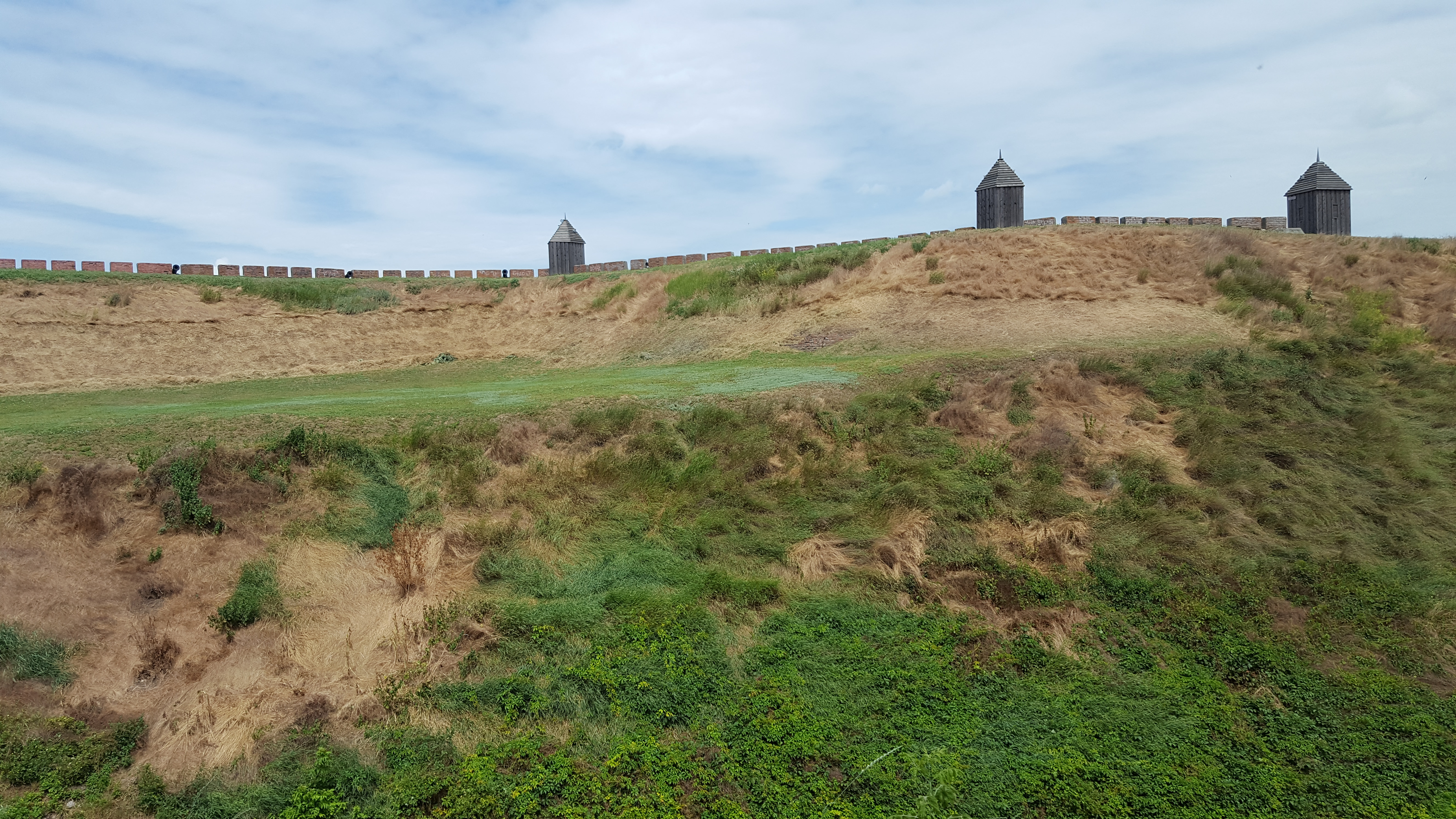
Az azovi erőd várfala

A szerződés előírta a stratégiai jelentőségű azovi erőd visszaadását az Oszmán Birodalomnak. Az erődről a törökök az 1700-ban kötött konstantinápolyi béke során mondtak le. A pruti béke előírta továbbá számos kulcsfontosságú orosz erőd lerombolását.
Az oroszok elvesztették a jogot, hogy állandó követük legyen a török portánál. A békeszerződés aláírásakor Safirovot és fiát Konstantinápolyba vitték a szerződéses feltételek teljesítéséig. Mindketten több évig maradtak ott, ebből hat hónapig a Jedikule erődben voltak foglyok.
A szerződés azt is tartalmazta, hogy véget kell vetni az orosz politikai befolyásnak a lengyel-litván állam, a Két Nemzet Köztársasága felett.

## Utóélete
Az Oszmán Birodalomban a békeszerződést általában jól fogadták. Az elhúzódó háború az oroszokkal nem lett volna kedvező, és hosszú távon nem lett volna fenntartható. XII. Károly hatása azonban jelentős volt, amíg a török udvarban élt, ő pedig új háborút akart, hogy visszaszerezze a nagy északi háborúban elvesztett területeket. Stanislaw Poniatowskit azért küldte el a török seregekkel, hogy megpróbálja befolyásolni a békeszerződést, de nem engedték ott maradni agresszív tárgyalási taktikája miatt. Miután elküldték, panaszlevelet kellett írnia a szultán melletti svéd követnek. A nagyvezír és XII. Károly közötti fokozódó feszültség arra késztette az uralkodót, hogy újabb panaszlevelet írasson. Ez a levél első ízben ismertette részletesen a szultánnal a békefeltételeket, és ez a levél, II. Devlet Giráj panaszával együtt hozzájárult a nagyvezír bukásához és az Orosz Cársággal szembeni nyílt ellenségeskedés kiújulásához.
A békeszerződés végett vetett a konkrét katonai összeütközésnek, tágabb értelemben a geopolitikai konfliktus továbbra is élt. Oroszország terjeszkedése a Kaukázusban és Ukrajnában fenyegette az oszmán érdekeket. A következő két évben többször is hadat üzentek, de a gyakorlott konstantinápolyi követeknek sikerült elkerülniük az átfogó háborút. Végül az 1713-as drinápolyi békeszerződés megerősítette a pruti béke feltételeit, és két további pontban kijelölte a két ország közötti határt. Az Azov körüli terület eljese egészében a törököké lett, és I. Péter "levette a kezét" Ukrajnáról és a Dnyeper jobb partján fekvő Zaporizzsjai Szicsről. Mindkét birodalomban tilos volt további erődöket építenie kiterjedt határaikon túl. Az orosz kijárat a Fekete-tengerre azonban továbbra is kritikus pont maradt. A határkijelölő bizottságok által megállapított határt ismét megerősítették a isztambuli szerződésben. A végleges határt Anna cárnő idején állapították meg.

## Fordítás
Ez a szócikk részben vagy egészben  a   Treaty of the Pruth című angol Wikipédia-szócikk ezen változatának fordításán alapul.  Az eredeti cikk szerkesztőit annak laptörténete sorolja fel. Ez a jelzés csupán a megfogalmazás eredetét és a szerzői jogokat jelzi, nem szolgál a cikkben szereplő információk forrásmegjelöléseként.